# Clavija cauliflora
Clavija cauliflora là một loài thực vật có hoa trong họ Anh thảo. Loài này được Regel mô tả khoa học đầu tiên năm 1889.